# Bothriurus illudens
Espèce
Bothriurus illudens est une espèce de scorpions de la famille des Bothriuridae.

## Distribution
Cette espèce est endémique du Paraná au Brésil.

## Liste des sous-espèces
- Bothriurus illudens illudens Mello-Leitão, 1947
- Bothriurus illudens araponguensis Bücherl, San Martín, da Cunha, Matthiesen, Zimber & Bücherl, 1963

## Publications originales
- Mello-Leitão, 1947 : Três novas espécies de Bothriurus do Paraná e Santa Catarina. Boletim do Museu Nacional (Nova Série), Zoologia, Rio de. Janeiro, no 75, p. 1-10.
- Bücherl, San Martín, da Cunha, Matthiesen, Zimber & Bücherl, 1963 : Escorpiôes e escorpionismo no Brasil. XII. Revisâo sistemâtica e critica dos escorpiôes do gênero Bothriurus Peters 1861. Memórias do Instituto Butantan, vol. 30, p. 207-226 (texte intégral).